# Дом Всех Святых
«Дом всех святых» — двадцать пятый «естественный» (24-й номерной) альбом российской рок-группы «Аквариум», вышедший в сентябре 2022 года.

## Об альбоме
Альбом записывался в течение нескольких лет. По словам Бориса Гребенщикова, «закончить этот альбом стало моим личным крестовым походом: если мы сможем правильно создать этот альбом, может быть, это и будет наш вклад в исцеление раны, нанесенной всем нам». В августе 2022 года на платформе IndieGoGo была организована краудфандинговая кампания на завершение работы над пластинкой (финальный мастеринг).
В работе над альбомом помимо участников «Аквариума» принял ряд приглашённых музыкантов: группа «Мгзавреби» («Вино из песка»), гусляр Ольга Глазова и скрипачка Элиза Карти («Махамайя»), гитарист Лео Абрахамс, регги-дуэт «Sly and Robbie», волынщик Джарлат Хендерсон и др.

## Список композиций
| №   | Название             | Длительность |
| --- | -------------------- | ------------ |
| 1.  | «портал (вход)»      | 0:43         |
| 2.  | «Ворожба»            | 3:07         |
| 3.  | «Вино Из Песка»      | 3:55         |
| 4.  | «Не Выходи За Дверь» | 3:03         |
| 5.  | «Агатина Песня»      | 3:00         |
| 6.  | «Великий Змей»       | 2:21         |
| 7.  | «Дом Всех Святых»    | 6:47         |
| 8.  | «Обида»              | 4:21         |
| 9.  | «Сюрприз»            | 1:13         |
| 10. | «Учение - Свет»      | 5:01         |
| 11. | «Еретик»             | 3:36         |
| 12. | «Королям Листопада»  | 3:48         |
| 13. | «Махамайя»           | 11:54        |
| 14. | «Я Не Я»             | 1:48         |
| 15. | «портал (выход)»     | 0:42         |

## Отзывы критиков
Говоря о характерной для творчества БГ повторяемости мелодий и аранжировок, критики отметили, что в «Доме всех святых» слышатся отголоски «Русского альбома» (12-минутная «Махамайя»), абсурдистских песен на стихи Джорджа Гуницкого («Великий змей» и «Сюрприз»), есть и непременные вальс («Вино из песка») и регги («Не выходи за дверь»). При этом альбом получился стилистически разнообразным, а песням, сделанным по старым лекалам, разными способами приданы дополнительные краски и смыслы.
Журналист Борис Барабанов лучшими песнями альбом посчитал «Ворожбу» и «Обиду».
«„Ворожба“ — мгновенная и точная реакция поэта, колдовское заклинание и резкое, сшибающее с ног соло электрогитары на фоне темы флейты. Звук „Ворожбы“ словно инверсионный след „Истребителя“, который вернулся в концертные сеты „Аквариума“ в последние годы».